# К Тирзе (Блейк)

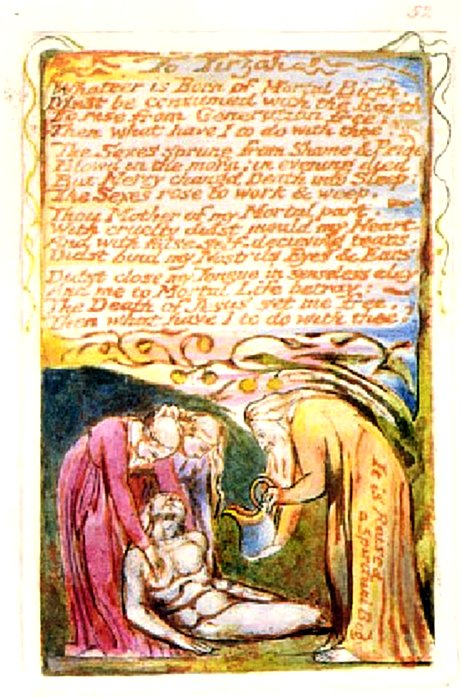
Уильям Блейк, стихотворение «To Tirzah» награвированное автором

К Тирзе (или К Фирце, англ. To Tirzah, ивр. תרצה‎) — стихотворение Уильяма Блейка, датируемое 1802—1805, однако постфактум включённое в книгу «Песни невинности и опыта» (1789—1792).
Тирца, как персонаж, также фигурирует у Блейка в поэмах «Мильтон» и «Иерусалим». Блейк воспользовался библейской историей о Салпааде (Цлофхаде) (Zelophehad), сыне Хеферова, сыне Галаадова, сыне Махирова, сыне Манассиина, сыне Иосифа (Чис. 26:33, ИсНав. 17:3). У Салпаада было пять дочерей: Махла, Ноа, Хогла, Милка и Фирца, но сыновей не было. Блейк представил дочерей Салпаада как символы женских желаний, отвергающих чувства мужчин. Фирца (или Тирза) у Блейка, дочь блудницы Рахав, символизирует «mortal part», плоть, физическую сущность человека, в противоположность Иерусалиму (другому персонажу блейковской мифологии), символу сущности духовной.
Смысл этого непростого философского стихотворения в отвержении любви как первопричины, обрекающей человека на существование в мире. В отличие от других стихотворений цикла, Блейк в с негодованием отвергает закрепостившую душу плотскую оболочку, «склеп», в котором томится человеческий дух. Он пользуется также перефразированной библейской цитатой (Иоанн, 2: 4: «Что Мне и Тебе, Жено?») — обращение Христа к матери. По замечанию Гирша (Hirsch, E. D. Innocence and Experience: An Introduction to Blake. Chicago: UP, 1964), стихотворение «К Фирце» является по отношению к «Песням Опыта» тем же, чем сами «Песни Опыта» являются по отношению к «Песням Невинности» — развенчанием прежней философской концепции и декларацией новой, более широкой.

## Начальные строки стихотворения
Whate’er is Born of Mortal birth

Must be consumèd with the Earth,

To rise from Generation free:

Then what have I to do with thee?
Рождённый Матерью Земной

Навек смешается с Землёй;

Став прахом, станет Персть равна —

Так что же мне в тебе, Жена?
Перевод В. Л. Топорова